# ウィリアム・W・ディクソン
ウィリアム・ワート・ディクソン(英語: William Wirt Dixon, 1838年6月3日 - 1910年11月13日)は、アメリカ合衆国・ニューヨーク州出身の政治家、民主党員。 アメリカ合衆国下院議員

## 経歴・人物
ディクソンはニューヨーク州ブルックリン区で生まれた。1849年にアイオワ州リー郡キオカックに移住し、法律を学んだ。1858年に弁護士資格を取得。テネシー州やアーカンソー州、カリフォルニア州、ネバダ州などで弁護士活動を続け、1866年にモンタナ州ヘレナに移住し、鉱業弁護士として活躍した。
1869年、ディクソンは準州最高裁判事を目指すも、準州議会に承認されず、就任を阻まれた。
1871年にモンタナ準州議会の議員を務めたあと、ブラックヒルズ山脈に近いディアロッジに移住。その後、1881年にモンタナ州ビュートを拠点に弁護士活動を始めた。1884年と1889年にはモンタナ州の憲法制定会議の代表として選出された。ディクソンは1890年11月4日に行われた下院議員選挙に出馬し、共和党現職のトーマス・H・カーターを破り、1891年から1893年まで連邦下院議員を務めた。1892年選挙に出馬するも落選し、ビュートでの弁護士活動を再開した。
1910年11月13日、カリフォルニア州ロサンゼルスで死去。カルバリー墓地に埋葬されたが、1911年3月15日にワシントンD.C.のロック・クリーク墓地に改葬された。